# El Cadillal
El Cadillal es una localidad y comuna argentina ubicada en el Departamento Tafí Viejo de la Provincia de Tucumán. Es una villa turística ubicada sobre el Dique Celestino Gelsi, que permite el baño en sus playas y deportes acuáticos, además de un paisaje rodeado de selva y varios cursos de agua. La villa se encuentra en el acceso, sobre la ladera del cerro Médici y es de reciente y rápida construcción.

Los primeros estudios para la construcción del dique comenzaron en 1889, pero tras un proyecto trunco iniciado en 1943 se cambió la ubicación y comenzó su construcción en 1962 siendo finalizado en 1965. En 1962 se construyeron las primeras 7 casas que serían las precursoras del pueblo, destinadas para los ingenieros a cargo de la construcción del dique.

## Población
Cuenta con 865 habitantes (Indec, 2010), lo que representa un incremento del 38% frente a los 626 habitantes (Indec, 2001) del censo anterior.